# Lawson Butt
Lawson Butt (Bristol, 4 marzo 1880 – Hampshire, 14 giugno 1956) è stato un attore e regista britannico del cinema muto.

## Filmografia

### Attore
- Don Cesare di Bazan (Don Caesar de Bazan), regia di Robert G. Vignola (1915)
- The Woman Next Door, regia di Walter Edwin (1915)
- Romeo and Juliet, regia di John W. Noble (1916)
- Danger Trail, regia di Frederick A. Thomson (1917)
- L'uomo del miracolo (The Miracle Man), regia di George Loane Tucker (1919)
- Playthings of Passion, regia di Wallace Worsley (1919)
- The World and Its Woman, regia di Frank Lloyd (1919)
- The Loves of Letty, regia di Frank Lloyd (1919)
- Earthbound, regia di T. Hayes Hunter (1920)
- Out of the Storm, regia di William Parke (1920)
- Dangerous Days, regia di Reginald Barker (1920)
- Beyond the Crossroads, regia di Lloyd B. Carleton (1922)
- L'inferno (Dante's Inferno), regia di Henry Otto (1924)
- Metropoli in fiamme (Barriers Burned Away), regia di W. S. Van Dyke (1925)
- Any Woman, regia di Henry King (1925)
- The Beloved Rogue, regia di Alan Crosland (1927)
- Il re del sottosuolo (Old San Francisco), regia di Alan Crosland (1927)
- Foreign Devils, regia di W. S. Van Dyke (1927)
- The Ringer, regia di Arthur Maude (1928)
- Those Who Love

### Regista
- Afterwards (1928)